# Llista de resolucions del Consell de Seguretat de les Nacions Unides 1101 a la 1200
Aquesta és una llista entre les resolucions 1101 a 1200 del Consell de Seguretat de les Nacions Unides aprovades entre el 28 de març de 1997 i el 30 de setembre de 1998.
| Resolució      | Data                   | Votació                                                   | Assumpte |
| -------------- | ---------------------- | --------------------------------------------------------- | --- |
| Resolució 1101 | 28 de març de 1997     | 14–0–1 (abstenció: Xina)                                  | Estableix una força multinacional de protecció a Albània durant la rebel·lió de 1997                                                    |
| Resolució 1102 | 31 de març de 1997     | 15–0–0                                                    | Estén el mandat de la Tercera Missió de Verificació de les Nacions Unides a Angola                                                      |
| Resolució 1103 | 31 de març de 1997     | 15–0–0                                                    | Incrementa la força de la Missió de les Nacions Unides a Bòsnia i Hercegovina                                                           |
| Resolució 1104 | 8 d'abril de 1997      | 15–0–0                                                    | Nominacions dels jutges en el Tribunal Penal Internacional per a l'antiga Iugoslàvia                                                    |
| Resolució 1105 | 9 d'abril de 1997      | 15–0–0                                                    | Suspèn la reducció del component militar de la Força de Desplegament Preventiu de les Nacions Unides a Macedònia                        |
| Resolució 1106 | 16 d'abril de 1997     | 15–0–0                                                    | Estén el mandat de Tercera Missió de Verificació de les Nacions Unides a Angola; sortida de les unitats militars                        |
| Resolució 1107 | 16 de maig de 1997     | 15–0–0                                                    | Increment del nombre de personal de policia com a part de la Missió de les Nacions Unides a Bòsnia i Hercegovina                        |
| Resolució 1108 | 22 de maig de 1997     | 15–0–0                                                    | Estén el mandat de Missió de Nacions Unides pel Referèndum al Sàhara Occidental                                                         |
| Resolució 1109 | 28 de maig de 1997     | 15–0–0                                                    | Estén el mandat de Força de les Nacions Unides d'Observació de la Separació                                                             |
| Resolució 1110 | 28 de maig de 1997     | 15–0–0                                                    | Estén el mandat de la Força de Desplegament Preventiu de les Nacions Unides                                                             |
| Resolució 1111 | 4 de juny de 1997      | 15–0–0                                                    | Estén el Programa Petroli per Aliments a Iraq                                                                                           |
| Resolució 1112 | 12 de juny de 1997     | 15–0–0                                                    | Nomena Carlos Westendorp com Alt Representant per Bòsnia i Hercegovina                                                                  |
| Resolució 1113 | 12 de juny de 1997     | 15–0–0                                                    | Estén el mandat de la Missió d'Observadors de les Nacions Unides a Tadjikistan                                                          |
| Resolució 1114 | 19 de juny de 1997     | 14–0–1 (abstenció: Xina)                                  | Estén temporalment el mandat de la força multinacional a Albània                                                                        |
| Resolució 1115 | 21 de juny de 1997     | 15–0–0                                                    | Negativa de l'Iraq a permetre l'accés a la Comissió Especial de les Nacions Unides                                                      |
| Resolució 1116 | 27 de juny de 1997     | 15–0–0                                                    | Estén el mandat de la Missió d'Observació de les Nacions Unides a Libèria                                                               |
| Resolució 1117 | 27 de juny de 1997     | 15–0–0                                                    | Estén el mandat de la Força de les Nacions Unides pel Manteniment de la Pau a Xipre                                                     |
| Resolució 1118 | 30 de juny de 1997     | 15–0–0                                                    | Estableix la Missió d'Observació de les Nacions Unides a Angola                                                                         |
| Resolució 1119 | 14 de juliol de 1997   | 15–0–0                                                    | Estén el mandat de la Missió d'Observadors de les Nacions Unides a Prevlaka                                                             |
| Resolució 1120 | 14 de juliol de 1997   | 15–0–0                                                    | Estén el mandat de la UNTAES |
| Resolució 1121 | 22 de juliol de 1997   | 15–0–0                                                    | Estableix la medalla Dag Hammarskjöld per forces de manteniment de la pau                                                               |
| Resolució 1122 | 29 de juliol de 1997   | 15–0–0                                                    | Estén el mandat de la UNIFIL |
| Resolució 1123 | 30 de juliol de 1997   | 15–0–0                                                    | Estableix la Missió de Transició de les Nacions Unides a Haití                                                                          |
| Resolució 1124 | 31 de juliol de 1997   | 15–0–0                                                    | Estén el mandat de la Missió d'Observació de les Nacions Unides a Geòrgia                                                               |
| Resolució 1125 | 6 d'agost de 1997      | 15–0–0                                                    | Autoritza la continuació de la Missió Interafricana de Seguiment de l'Aplicació dels Acords de Bangui a la República Centreafricana     |
| Resolució 1126 | 27 d'agost de 1997     | 15–0–0                                                    | Completament de casos al Tribunal Penal Internacional per a l'antiga Iugoslàvia pels jutges amb termes de mandat a punt d'expirar       |
| Resolució 1127 | 28 d'agost de 1997     | 15–0–0                                                    | Imposa sancions a UNITA per no complit amb els protocol de Lusaka a Angola                                                              |
| Resolució 1128 | 12 de setembre de 1997 | 15–0–0                                                    | Estén el mandat de la Missió d'Observadors de les Nacions Unides a Tadjikistan                                                          |
| Resolució 1129 | 12 de setembre de 1997 | 14–0–1 (abstenció: Rússia)                                | Estén el Programa Petroli per Aliments a Iraq                                                                                           |
| Resolució 1130 | 29 de setembre de 1997 | 15–0–0                                                    | Suspèn les sancions contra UNITA a Angola                                                                                               |
| Resolució 1131 | 29 de setembre de 1997 | 15–0–0                                                    | Estén el mandat de la Missió de Nacions Unides pel Referèndum al Sàhara Occidental                                                      |
| Resolució 1132 | 8 d'octubre de 1997    | 15–0–0                                                    | Imposa embargament d'armes i petroli a Sierra Leone durant la guerra civil                                                              |
| Resolució 1133 | 20 d'octubre de 1997   | 15–0–0                                                    | Estén el mandat de Missió de Nacions Unides pel Referèndum al Sàhara Occidental                                                         |
| Resolució 1134 | 23 d'octubre de 1997   | 10–0–5 (abstencions: Xina, Egipte, França, Kenya, Rússia) | Continua la negativa de l'Iraq a permetre l'accés a la Comissió Especial de les Nacions Unides                                          |
| Resolució 1135 | 29 d'octubre de 1997   | 15–0–0                                                    | Estén el mandat de Missió d'Observació de les Nacions Unides a Angola; retirada d'unitats militars                                      |
| Resolució 1136 | 6 de novembre de 1997  | 15–0–0                                                    | Autoritza continuació de la Missió Interafricana de Seguiment de l'Aplicació dels Acords de Bangui in the República Centreafricana      |
| Resolució 1137 | 12 de novembre de 1997 | 15–0–0                                                    | Imposa sancions i prohibició de viatjar a l'Iraq per no complir amb la Comissió Especial de les Nacions Unides                          |
| Resolució 1138 | 14 de novembre de 1997 | 15–0–0                                                    | Estén el mandat de la Missió d'Observadors de les Nacions Unides a Tadjikistan                                                          |
| Resolució 1139 | 21 de novembre de 1997 | 15–0–0                                                    | Estén el mandat de la Força de les Nacions Unides d'Observació de la Separació                                                          |
| Resolució 1140 | 28 de novembre de 1997 | 15–0–0                                                    | Estén el mandat de la Força de Desplegament Preventiu de les Nacions Unides                                                             |
| Resolució 1141 | 28 de novembre de 1997 | 15–0–0                                                    | Estableix Missió de les Nacions Unides de Policia Civil a Haití                                                                         |
| Resolució 1142 | 4 de desembre de 1997  | 15–0–0                                                    | Estén el mandat de Força de Desplegament Preventiu de les Nacions Unides per un terme final                                             |
| Resolució 1143 | 4 de desembre de 1997  | 15–0–0                                                    | Estén a Iraq el Programa Petroli per Aliments                                                                                           |
| Resolució 1144 | 19 de desembre de 1997 | 15–0–0                                                    | Estén el mandat de la Missió de les Nacions Unides a Bòsnia i Hercegovina, inclosa la International Police Task Force                   |
| Resolució 1145 | 19 de desembre de 1997 | 15–0–0                                                    | Estableix el grup de suport de policia civil per monitorar la regió del Danubi                                                          |
| Resolució 1146 | 23 de desembre de 1997 | 15–0–0                                                    | Estén el mandat de la Força de les Nacions Unides pel Manteniment de la Pau a Xipre                                                     |
| Resolució 1147 | 13 de gener de 1998    | 15–0–0                                                    | Estén el mandat de la Missió d'Observadors de les Nacions Unides a Prevlaka                                                             |
| Resolució 1148 | 26 de gener de 1998    | 15–0–0                                                    | Condicions pel procés de identificació pel Referèndum al Sàhara Occidental                                                              |
| Resolució 1149 | 27 de gener de 1998    | 15–0–0                                                    | Estén el mandat de la Missió d'Observació de les Nacions Unides a Angola                                                                |
| Resolució 1150 | 30 de gener de 1998    | 15–0–0                                                    | Estén el mandat de la Missió d'Observació de les Nacions Unides a Geòrgia                                                               |
| Resolució 1151 | 30 de gener de 1998    | 15–0–0                                                    | Estén el mandat de laUNIFIL |
| Resolució 1152 | 5 de febrer de 1998    | 15–0–0                                                    | Estén el mandat de la Missió Interafricana de Seguiment de l'Aplicació dels Acords de Bangui                                            |
| Resolució 1153 | 20 de febrer de 1998   | 15–0–0                                                    | Mesures per facilitar l'entrega de l'ajuda humanitària a la població d'Iraq                                                             |
| Resolució 1154 | 2 de març de 1998      | 15–0–0                                                    | Acceptació per l'Iraq de les condicions Resolució 687 (1991)                                                                            |
| Resolució 1155 | 16 de març de 1998     | 15–0–0                                                    | Estén el mandat de Missió Interafricana de Seguiment de l'Aplicació dels Acords de Bangui                                               |
| Resolució 1156 | 16 de març de 1998     | 15–0–0                                                    | Finalització de les sancions del petroli contra Sierra Leone                                                                            |
| Resolució 1157 | 20 de març de 1998     | 15–0–0                                                    | Modalitats de la presència de les Nacions Unides a Angola                                                                               |
| Resolució 1158 | 25 de març de 1998     | 15–0–0                                                    | Estén el Programa Petroli per Aliments a Iraq                                                                                           |
| Resolució 1159 | 27 de març de 1998     | 15–0–0                                                    | Estableix la Missió de les Nacions Unides en the República Centreafricana                                                               |
| Resolució 1160 | 31 de març de 1998     | 14–0–1 (Abstenció: Xina)                                  | Imposa embargament d'armes contra la República Federal de Iugoslàvia (Sèrbia i Montenegro)                                              |
| Resolució 1161 | 9 d'abril de 1998      | 15–0–0                                                    | Reactiva la Comissió Internacional per investigar les violacions de l'embargament d'armes contra Ruanda                                 |
| Resolució 1162 | 17 d'abril de 1998     | 15–0–0                                                    | Desplega personal d'assessorament i seguretat militar a Sierra Leone                                                                    |
| Resolució 1163 | 17 d'abril de 1998     | 15–0–0                                                    | Estén el mandat de la Missió de Nacions Unides pel Referèndum al Sàhara Occidental                                                      |
| Resolució 1164 | 29 d'abril de 1998     | 15–0–0                                                    | Estén el mandat de la Missió d'Observació de les Nacions Unides a Angola                                                                |
| Resolució 1165 | 30 d'abril de 1998     | 15–0–0                                                    | Estableix la tercera cambra judicial del Tribunal Penal Internacional per a Ruanda                                                      |
| Resolució 1166 | 13 de maig de 1998     | 15–0–0                                                    | Estableix la tercera cambra judicial del Tribunal Penal Internacional per a l'antiga Iugoslàvia                                         |
| Resolució 1167 | 14 de maig de 1998     | 15–0–0                                                    | Estén el mandat de la Missió d'Observadors de les Nacions Unides a Tadjikistan                                                          |
| Resolució 1168 | 21 de maig de 1998     | 15–0–0                                                    | Reforça la International Police Task Force a Bòsnia i Hercegovina                                                                       |
| Resolució 1169 | 27 de maig de 1998     | 15–0–0                                                    | Estén el mandat de la Força de les Nacions Unides d'Observació de la Separació                                                          |
| Resolució 1170 | 28 de maig de 1998     | 15–0–0                                                    | Prevenció de conflictes i pau i seguretat a Àfrica                                                                                      |
| Resolució 1171 | 5 de juny de 1998      | 15–0–0                                                    | Finalitza l'embargament d'armes contra el Govern de Sierra Leone; Imposa prohibició de viatjar                                          |
| Resolució 1172 | 6 de juny de 1998      | 15–0–0                                                    | Condemna les proves nuclears realitzades per Índia i Pakistan                                                                           |
| Resolució 1173 | 12 de juny de 1998     | 15–0–0                                                    | Imposa més sancions contra UNITA a Angola                                                                                               |
| Resolució 1174 | 15 de juny de 1998     | 15–0–0                                                    | Estén el mandat de la Missió de les Nacions Unides a Bòsnia i Hercegovina                                                               |
| Resolució 1175 | 19 de juny de 1998     | 15–0–0                                                    | Permet als estats proporcionar equipament a l'Iraq a canvi d'incrementar les exportacions de petroli                                    |
| Resolució 1176 | 24 de juny de 1998     | 15–0–0                                                    | Mesures contra UNITA a Angola |
| Resolució 1177 | 26 de juny de 1998     | 15–0–0                                                    | Guerra entre Eritrea i Etiòpia |
| Resolució 1178 | 29 de juny de 1998     | 15–0–0                                                    | Estén el mandat de la Força de les Nacions Unides pel Manteniment de la Pau a Xipre                                                     |
| Resolució 1179 | 29 de juny de 1998     | 15–0–0                                                    | Acords en el conflicte de Xipre |
| Resolució 1180 | 29 de juny de 1998     | 15–0–0                                                    | Estén el mandat de Missió d'Observació de les Nacions Unides a Angola; retirada del component militar                                   |
| Resolució 1181 | 13 de juliol de 1998   | 15–0–0                                                    | Estableix la Missió d'Observació de les Nacions Unides a Sierra Leone                                                                   |
| Resolució 1182 | 14 de juliol de 1998   | 15–0–0                                                    | Estén el mandat de la Missió de les Nacions Unides en the República Centreafricana                                                      |
| Resolució 1183 | 15 de juliol de 1998   | 15–0–0                                                    | Estén el mandat de la Missió d'Observadors de les Nacions Unides a Prevlaka                                                             |
| Resolució 1184 | 16 de juliol de 1998   | 15–0–0                                                    | Estableix programa de seguiment del sistema judicial a Bòsnia i Hercegovina                                                             |
| Resolució 1185 | 20 de juliol de 1998   | 15–0–0                                                    | Estén el mandat de la Missió de Nacions Unides pel Referèndum al Sàhara Occidental                                                      |
| Resolució 1186 | 21 de juliol de 1998   | 15–0–0                                                    | Estén el mandat de la Força de Desplegament Preventiu de les Nacions Unides                                                             |
| Resolució 1187 | 30 de juliol de 1998   | 15–0–0                                                    | Estén el mandat de la Missió d'Observació de les Nacions Unides a Geòrgia                                                               |
| Resolució 1188 | 30 de juliol de 1998   | 15–0–0                                                    | Estén el mandat de la UNIFIL |
| Resolució 1189 | 13 d'agost de 1998     | 15–0–0                                                    | Condemna dels atemptats terroristes a Kenya i Tanzània                                                                                  |
| Resolució 1190 | 13 d'agost de 1998     | 15–0–0                                                    | Estén el mandat de la Missió d'Observació de les Nacions Unides a Angola; sortida de l'Enviat Especial                                  |
| Resolució 1191 | 27 d'agost de 1998     | 15–0–0                                                    | Nomenament de jutges del Tribunal Penal Internacional per a l'antiga Iugoslàvia                                                         |
| Resolució 1192 | 27 d'agost de 1998     | 15–0–0                                                    | Acords per jutjar dos ciutadans de Líbia per les bombes del Vol 103 de Pan Am                                                           |
| Resolució 1193 | 28 d'agost de 1998     | 15–0–0                                                    | Guerra Civil a Afganistan |
| Resolució 1194 | 9 de setembre de 1998  | 15–0–0                                                    | Decisió de l'Iraq de suspendre la cooperació amb l'Agència Internacional de l'Energia Atòmica i Comissió Especial de les Nacions Unides |
| Resolució 1195 | 15 de setembre de 1998 | 15–0–0                                                    | Estén el mandat de la Missió d'Observació de les Nacions Unides a Angola                                                                |
| Resolució 1196 | 16 de setembre de 1998 | 15–0–0                                                    | Monitorització de l'embargament d'armes a Africa                                                                                        |
| Resolució 1197 | 18 de setembre de 1998 | 15–0–0                                                    | Cooperació entre les Nacions Unides i l'Organització de la Unitat Africana                                                              |
| Resolució 1198 | 18 de setembre de 1998 | 15–0–0                                                    | Estén el mandat de la Missió de Nacions Unides pel Referèndum al Sàhara Occidental                                                      |
| Resolució 1199 | 23 de setembre de 1998 | 14–0–1 (abstenció: Xina)                                  | Guerra a Kosovo |
| Resolució 1200 | 30 de setembre de 1998 | 15–0–0                                                    | Nomenament de jutges del Tribunal Penal Internacional per a Ruanda                                                                      |